# Jeff Hardy
Jeffrey Nero Hardy (* 31. srpna 1977, Cameron) je americký profesionální wrestler, pracující ve společnosti AEW,pracuje zde se svým bratrem Mattem Hardym.Vystupuje pod ringovým jménem Jeff Hardy. Je také znám pod ringovým jménem Brother Nero.
Společně se svým bratrem založili tag team The Hardy Boyz.Tag team championship vyhráli celkem 9krát 1x NWA, 1x OMEGA, 1x WCW, 6x WWF/WWE. A to vše se svým bratrem Mattem Hardym. 

## Biografie
- Ringová jména: Brother Nero, Ingus Jynx, Itchweeed, Jeff Hardy, Willow, Wolverine, Keith Davis.

- Váha: 102 kg[zdroj⁠?!]
- Zakončovací chavty: Pesticide Elbow (Elbow drop), Swanton Bomb/The Swanton, Twist of Fate (WWE/TNA) Twist of Hate (TNA).
- Výška: 185 cm
- debut: 15. říjen 1992
- trénován: Dory Funk Jr., Michael Hayes
- člen brandu: AEW

## Dosažené tituly
- World Heavyweight Championship (2krát)
- WWE Championship (1krát)
- WWE European Championship (1krát)
- WWE United States Championship (1krát)
- WWF/E Hardcore Championship (3krát)
- WWF/E Intercontinental Championship (4krát)
- WWF Light Heavyweight Championship (1krát)
- WWE SmackDown Tag Team Championship (1krát)
- WWE Raw Tag Team Championship (1krát)
- WWF/World Tag Team Championship (6krát)
- WCW Tag Team Championship (1krát)
- Eighteenth Triple Crown Champion
- Ninth Grand Slam Champion
- Twelfth Grand Slam Champion
- Terri Invitational Tournament (1999)
- Slammy Awards (2krát)
- ASW Tag Team Championship (1krát
- The Crash Tag Team Championship (1krát)
- HOG Tag Team Championship (1krát)
- MCW Tag Team Championship (1krát)
- NCW Light Heavyweight Championship (4krát)
- NDW Light Heavyweight Championship (1krát)
- NDW Tag Team Championship (1krát)
- NFWA Heavyweight Championship (1krát)
- NEW Junior Heavyweight Championship (1krát)
- NWA 2000 Tag Team Championship (1krát)
- OMEGA Heavyweight Championship (1krát)
- OMEGA New Frontiers Championship (1krát)
- OMEGA Tag Team Championship (2krát)
- First Triple Crown Champion
- ROH World Tag Team Championship (1krát)
- TNA World Heavyweight Championship (3krát)
- TNA World Tag Team Championship (2krát)
- Bound for Glory Series (2012)
- Race for the Case (2017)
- TNA World Cup (2015,2016)
- UWA World Middleweight Championship (1krát)
- Wrestling Superstar Tag Team Championship (1krát)